# Tohoku Electric Power
Tohoku Electric Power Co., Inc. (東北電力株式会社 Tōhoku Denryoku) er et japansk elselskab med 7,6 mio. kunder i 6 præfekturer i Tōhokuregionen plus Niigata-præfekturet. De producerer og distribuerer elektricitet produceret på termisk energi, vandkraft og kernekraft.
.